# ماركو كامبوس
ماركو كامبوس (بالبرتغالية: Marco Campos) هو سائق سيارة سباق ومهندس برازيلي، ولد في 24 فبراير 1976 في كوريتيبا في البرازيل، وتوفي في 15 أكتوبر 1995 في باريس في فرنسا.

## روابط خارجية
- ماركو كامبوس على موقع DriverDB.com (الإنجليزية)